# Takeo Arishima
Takeo Arishima (有島 武郎 Arishima Takeo?) (Tokio, Japón, 4 de marzo de 1878–Karuizawa, Japón, 9 de junio de 1923) fue un escritor japonés de novelas, cuentos y ensayos de finales del período Meiji y del periodo Taishō. Sus dos hermanos menores, Ikuma Arishima (有島生馬 Arishima Ikuma?) y Ton Satomi (里美弴 Satomi Ton?), también fueron escritores. Su hijo fue el internacionalmente conocido actor de cine y teatro Masayuki Mori.

## Biografía
Arishima nació en Tokio dentro de una familia adinerada. Hijo de un exsamurái funcionario del ministerio de Finanzas, estudió en una escuela de misioneros en Yokohama, donde aprendió inglés. Posteriormente ingresó en la prestigiosa escuela para hijos de nobles y funcionarios, Gakushuin, cuando tenía 10 años.
Cuando se graduó a los 19 años, se matriculó en la Escuela de Agricultura de Sapporo (actualmente la facultad de Agricultura de la Universidad de Hokkaido). Durante sus estudios en la universidad, intentó suicidarse junto con Kokichi Morimoto (森本厚吉), quien posteriormente fundó numerosas escuelas para mujeres por todo Japón. Después del suicidio fallido y bajo la influencia de Uchimura Kanzō, se convirtió al cristianismo en 1901.
Tras su graduación y un corto periodo de servicio militar obligatorio en el Ejército Imperial Japonés, recibió clases de inglés por parte de Mary Etlkinton Nitobe, esposa de Inazō Nitobe. Estando en los Estados Unidos, ingresó en la Universidad de Haverford, dirigida por los cuáqueros cerca de Filadelfia y posteriormente en la Universidad de Harvard. Después de graduarse, trabajó brevemente en un hospital psiquiátrico administrado también por los cuáqueros. Registró las experiencias de su estancia en Estados Unidos en su diario.
En ese mismo periodo, influido por el socialismo y por escritores como Walt Whitman, Henrik Ibsen y Piotr Kropotkin, se volvió muy crítico con el cristianismo. El tiempo pasado y las experiencias hechas en Estados Unidos y el subsecuente año en Europa, cambiaron profundamente su estilo de escritura y su perspectiva del mundo, resultando en sentimientos de alienación hacia la cultura japonesa.
Después de regresar a Japón en 1907, se reincorporó por poco tiempo al ejército antes de hacerse profesor de inglés y ética en 1909 en su alma mater.

## Trayectoria literaria
A través de su hermano Ikuma, conoció a otros escritores también graduados de la Gakushuin, como Naoya Shiga y Saneatsu Mushanokokōji. Arishima y estos escritores formaron un grupo nombrado en honor a su revista literaria Shirakaba (白樺), publicada por primera vez en 1911. Escribió novelas y críticas literarias. Fue conocido como una de las figuras centrales del grupo Shirakabaha (白樺派).
Tras la publicación de Los descendientes de Caín (カインの末裔) de 1917, donde refleja la voluntad de Dios, el hombre y la naturaleza desde la perspectiva de un campesino autodestructivo que trabaja para un terrateniente, consiguió fama por primera vez. En 1919 salió a luz su trabajo más famoso: Una mujer (或る女), melodrama moral y psicológico sobre una mujer de carácter fuerte que lucha contra una sociedad hipócrita y dominada por varones. Aunque la crítica aclamó su estilo, los temas y los personajes de Arishima no eran muy atractivos para los lectores japoneses contemporáneos.

## Vida personal
En 1922, Arishima aplicó a su vida la filosofía socialista que había estado desarrollando, renunciando a la tenencia de las grandes haciendas en Hokkaidō que había heredado de su padre. Declaró que quería distanciarse de la pequeña burguesía ante la revolución venidera.
Arishima se casó en 1910 pero su mujer murió en 1916 de tuberculosis, dejándole tres hijos. En 1922 conoció a Akiko Hatano, una mujer casada y editora que trabajaba para el Fujin Koron, una famosa revista femenina. Su relación se convirtió rápidamente en una aventura extramarital que el esposo de Akiko terminó descubriendo. Esto llevó a Takeo y a Akiko al suicidio, ahorcándose en Karuizawa. Dada la ubicación tan aislada del lugar, sus cuerpos no se descubrieron hasta un mes después y fueron identificados principalmente por la nota de suicidio. La tumba de Arishima está en el cementerio de Aoyama en Tokio.

## Obra
Después de su muerte, Takeo Arishima fue conocido por sus detallados diarios, contando con más de veinte volúmenes, con un registro íntimo de su vida, miedos y esperanzas. Sus contemporáneos lo consideraban como filósofo y crítico social tanto como novelista. Sus escritos fueron críticos con el cristianismo y fuertemente influenciados por el socialismo; intensos emocionalmente y humanistas. Utilizó ideas de la Biblia, de León Tolstói y del anarquismo.
Los principales trabajos de Arishima fueron:
- Aru Onna (或る女) 1919
- Kain no Matsuei (カインの末裔), 1917

- A Certain Woman, transl. by Kenneth Strong, University of Tokyo Press, 1978, 382 pages, ISBN 0-86008-237-7.
- Labyrinth. Madison Books (2000). ISBN 0-8191-8293-1
- The Agony of Coming Into the World. Hokuseido Press (1955). ASIN: B0006AV8GE